# Шолекша

Шолекша (Шолокша, Шелекса, Шолекшка) — река в России, протекает в Кирилловском районе Вологодской области. Устье реки находится в 13 км по левому берегу реки Порозовица. Длина реки составляет 43 км.
Исток Шолекши находится в километре восточнее деревни Березник (Сельское поселение Коварзинское). Река течёт на юго-восток по ненаселённой лесной местности. Крупнейший приток — Сара (правый). Шолекша впадает в Порозовицу у населённого пункта Шлюз № 6.

## Данные водного реестра
По данным государственного водного реестра России относится к Двинско-Печорскому бассейновому округу, водохозяйственный участок реки — озеро Кубенское и реки Сухона от истока до Кубенского гидроузла, речной подбассейн реки — Сухона. Речной бассейн реки — Северная Двина.
По данным геоинформационной системы водохозяйственного районирования территории РФ, подготовленной Федеральным агентством водных ресурсов:
- Код водного объекта в государственном водном реестре — 03020100112103000005139
- Код по гидрологической изученности (ГИ) — 103000513
- Код бассейна — 03.02.01.001
- Номер тома по ГИ — 03
- Выпуск по ГИ — 0